# Истоки (телесериал)
Истоки (фр. Origines) — французский детективный телесериал, производства компании Sama Productions при участии France Televisions и TV5Monde. Авторы сюжета — Тристан Петижирар (фр.), Паскаль Пербе и К. Патар, постановщик — Жером Наварро. Демонстрировался во франкоязычной Швейцарии с 30 августа 2014 по каналу TV5Monde, а во Франции с 20 сентября 2014 по каналу France 3.

## Сюжет
Капитан полицейского управления Ангулема Артюр дю Плесси расследует различные убийства, совершенные в тихом провинциальном городе и округе, и являющиеся следствиями преступлений, совершенных много лет назад. В этом ему помогают эксперт по генеалогии Марго Лоран и сестра Астрид из местного монастыря, монахини которого по заказу властей занимаются архивированием и имеют доступ к многочисленным базам данных.
Съемки сериала проходили в Ангулеме и его окрестностях. В качестве фасада здания городского комиссариата был использован местный музей. Поскольку город расположен в стороне от основных иммиграционных потоков, и не является важным экономическим центром, почти все персонажи сериала, в отличие от фильмов о парижской или марсельской преступности, являются белыми французами.

## В ролях
- Микки Себастиан — Марго Лоран
- Жюльен Баумгартнер — капитан Артюр дю Плесси
- Кристиан Рот — комиссар Рене Ставрос
- Мод Форже — лейтенант Марианн Гарнье
- Гилен Лондес — сестра Астрид

## Первый сезон (2014)
1. Разорванное древо / L'arbre déchiré. Убийство, произошедшее в доме влиятельного доктора Шарля Манена ставит полицию в тупик. Марго Лоран, занимающая генеалогическим исследованием, связанным с этой семьей, вмешивается в ход расследования и помогает распутать цепочку событий, приводящих к такому же убийству, совершенному 50 лет назад. Образованные полицейские, знакомые с трудами Марго по этнографии, предлагают ей стать внештатным сотрудником.
2. На два оборота / À double tour. Обнаружение в потайном ящике старинного платяного шкафа мумифицированного трупа шестилетней девочки приводит к раскрытию загадки таинственного исчезновения семьи, пропавшей в окрестностях Ангулема в 1968.
3. Остров сокровищ / L'île aux trésors. Расследование убийства кюре, труп которого был найден в исповедальне, позволяет раскрыть преступление, совершенное несколько десятилетий назад, и обнаружить сокровище пирата XVIII века, которое его потомки безуспешно искали больше двух столетий.
4. Сын луны / Le fils de la lune. Спасение загадочного самоубийцы, страдающего ретроградной и антиретроградной амнезиями, позволяет раскрыть убийство, совершенное в 1990, и пролить свет на семейные тайны, восходящие ко временам первого полета на Луну и дореволюционным событиям.
5. Чёрный дракон / Dragon noir. Труп задушенной бродяжки, на пальце которой оказался перстень с гербом старинного рода, позволяет раскрыть убийство 1991 года, и проливает свет на преступления, совершенные французскими наемниками во время войны в Индокитае и в 1968 в Ангулеме.
6. Жертва Пеликана / Sacrifice du Pélican. Браслет XIX века, зажатый в кулаке убитой художницы, помогает раскрыть похищение ребенка и загадочное исчезновение молодой женщины, произошедшие двадцать лет назад.